# Tuttwil
Tuttwil ist eine Ortschaft in der politischen Gemeinde Wängi, Kanton Thurgau.
Von 1816 bis 1968 war Tuttwil eine Ortsgemeinde der Munizipalgemeinde Wängi. 1969 kam Tuttwil zur Einheitsgemeinde Wängi.

## Geographie
Tuttwil liegt südlich von Wängi auf dem Tuttwilerberg und besteht aus Ober- und Undertuttwi, mit den Weilern Breiteloo, Scheuer und Wilhof.

## Geschichte

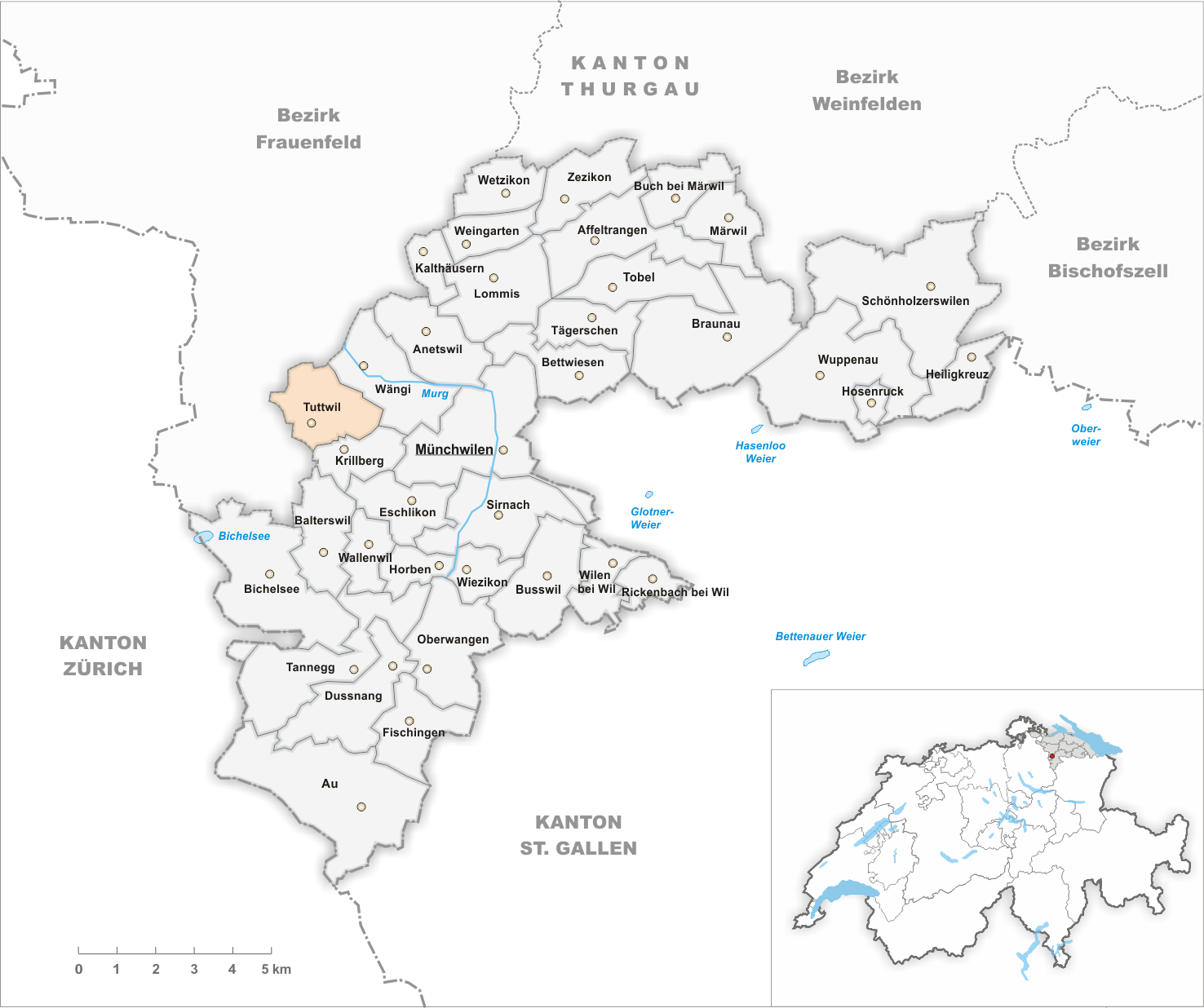
Gemeindestand vor der Fusion im Jahr 1969

Spuren römischer Siedlungen in Obertuttwil weisen darauf hin, dass das Gebiet bereits in der Antike bewohnt war.
Tuttwil wurde 1244 als Tuotwille erstmals urkundlich erwähnt. Im Mittelalter besassen das Kloster Kreuzlingen (1244) und die Johanniterkomturei Tobel Güter in Tuttwil. Das Domkapitel Konstanz übergab 1282 den Kehlhof dem Kloster Fischingen. Bis 1460 unterstand Tuttwil der habsburgisch-österreichischen Herrschaft, 1460 bis 1798 war Tuttwil Teil des Hohen Gerichts Tuttwilerberg. Kirchlich teilte Tuttwil stets das Schicksal der Pfarrei Wängi.
Bis ins 19. Jahrhundert wurde vor allem Acker- und Obstbau betrieben, dann erfolgte eine Verlagerung von der Getreide- auf Vieh- und Milchwirtschaft. 1862 entstand die Stieger'sche Käserei. Ab 1785 war Obertuttwil Wechselstation an der alten Landstrasse Zürich–St. Gallen, die bis nach der Mitte des 19. Jahrhunderts über den Tuttwilerberg führte. Die Vorspanndienste und die Gasthöfe brachten zusätzlichen Verdienst. Im 19. Jahrhundert wurde neben der Spinnerei, Weberei und Ferggerei von Baumwolle etwas Stickerei betrieben. Ab 1960 entstanden neue Wohnbauten an den Dorfrändern.
1969 schlossen sich die vier Ortsgemeinden Tuttwil, Anetswil, Krillberg und Wängi zur Einheitsgemeinde Wängi zusammen, welche als politische Gemeinde heute noch besteht.

## Bevölkerung

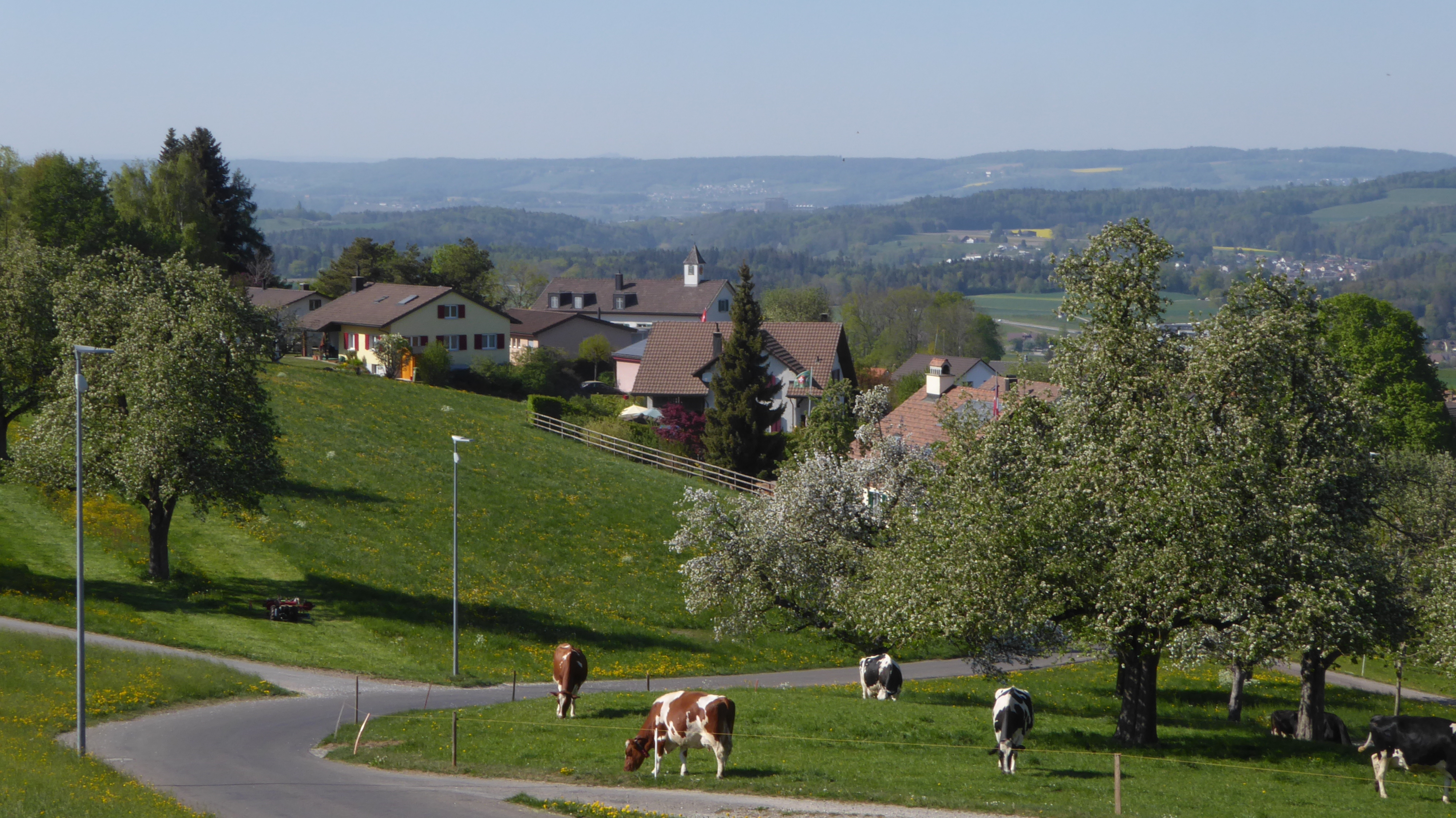
Undertuttwil im Frühling

| Jahr      | 1850 | 1900 | 1950 | 1960 | 2018 | 2023 |
| Einwohner | 411  | 329  | 309  | 309  | 541  | 540  |

Von den insgesamt 540 Einwohnern der Ortschaft Tuttwil am 31. Dezember 2023 waren 37 bzw. 6,9 % ausländische Staatsbürger. 228 (42,2 %) waren evangelisch-reformiert und 150 (27,8 %) römisch-katholisch.

## Sehenswürdigkeiten
Die folgenden Bauten sind in der Liste der Kulturgüter in Wängi aufgeführt:

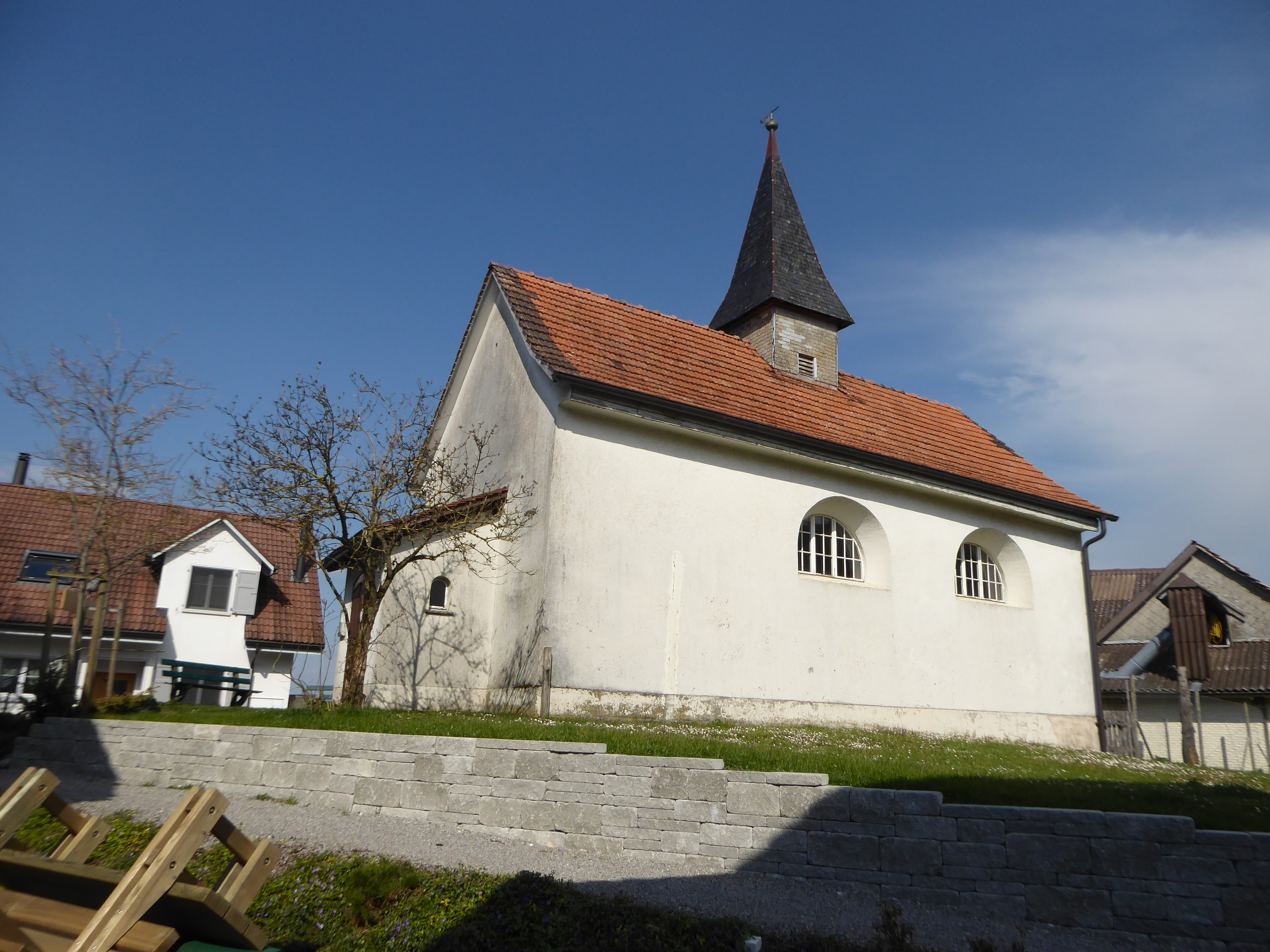
Kapelle St. Stephan und …
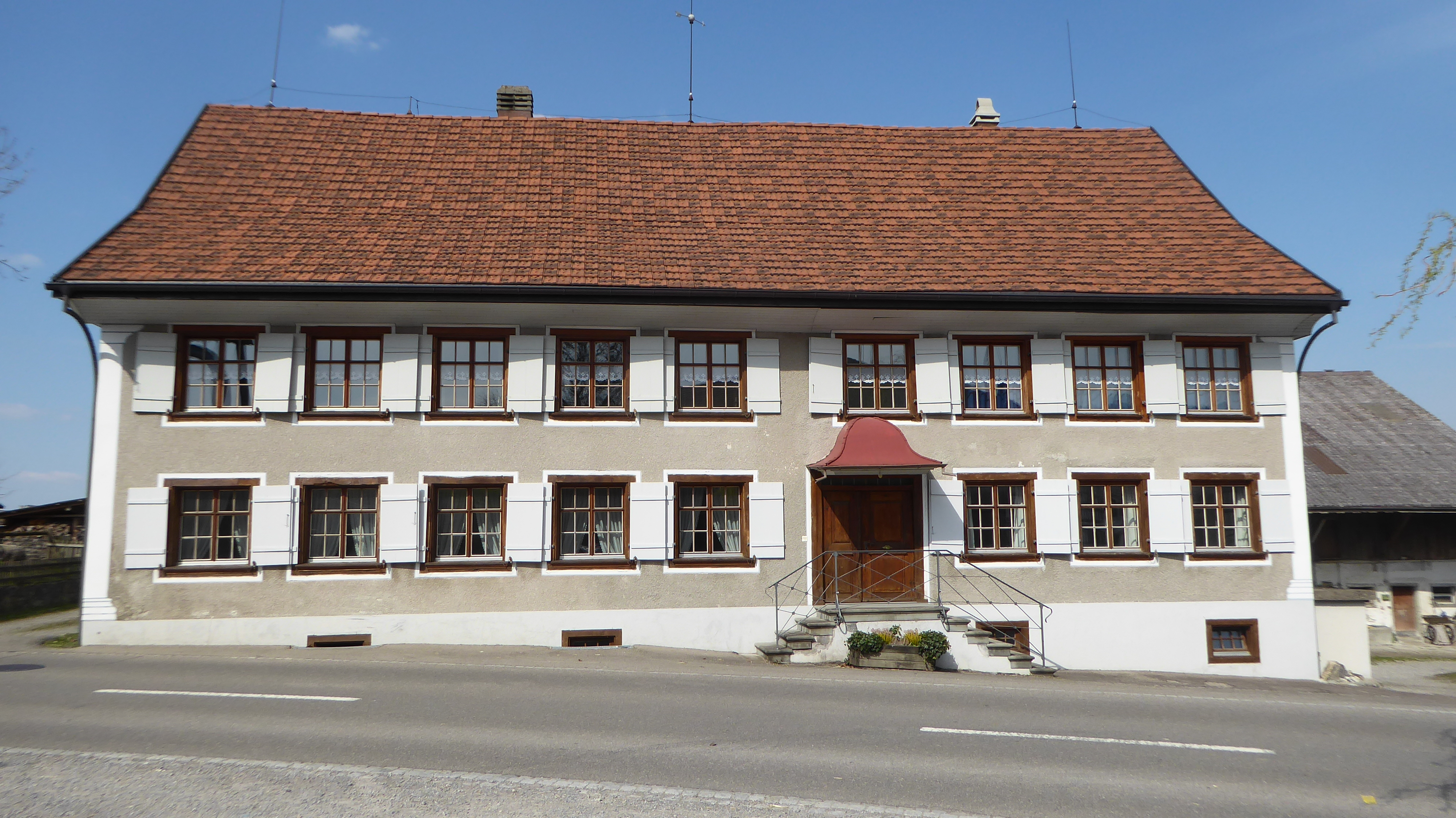
… ehemalige Wirtschaft «Altes Rössli» in Tuttwil
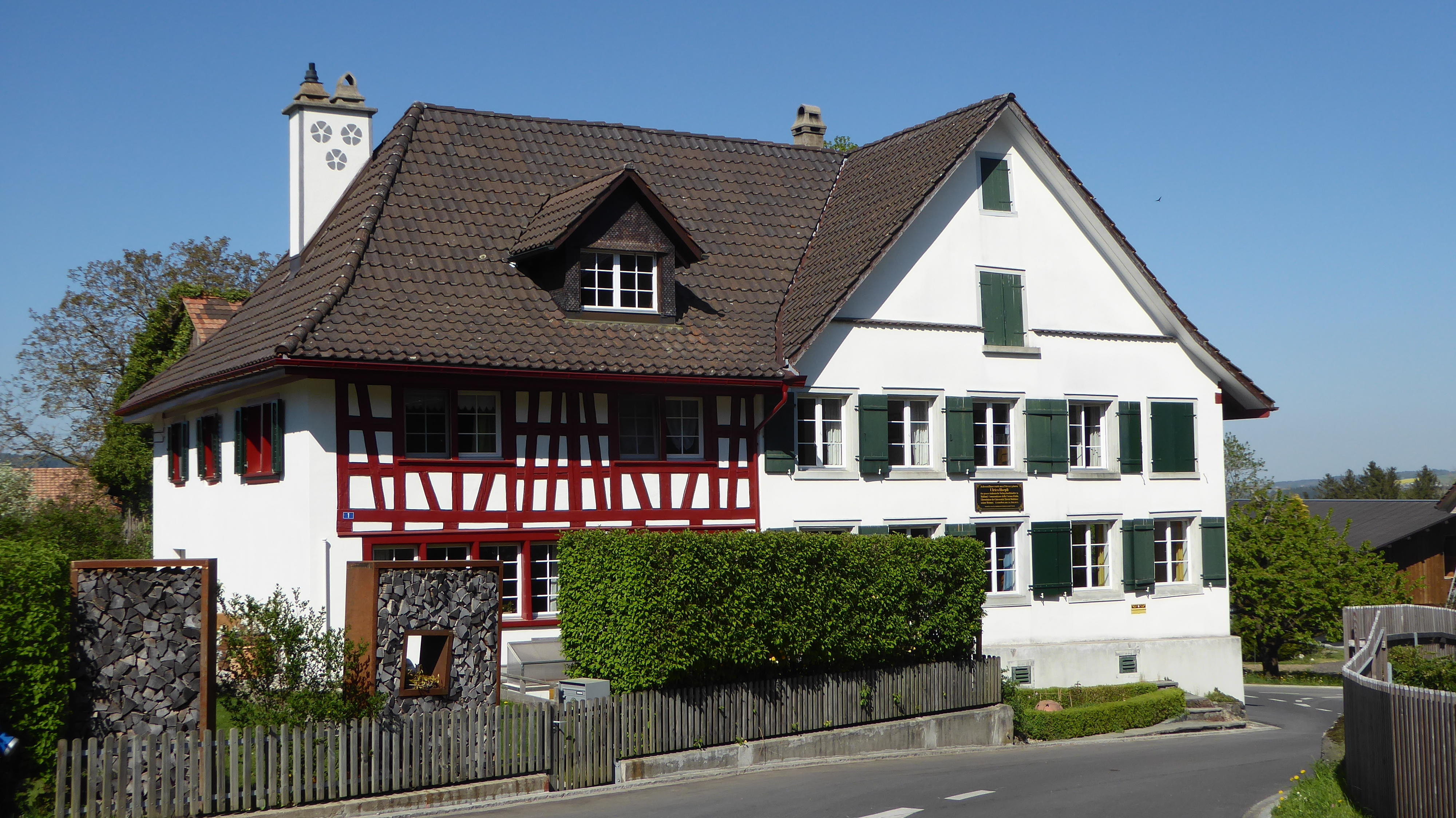
David’sches Haus (links), Wohnhaus Hoepli (rechter Hausteil) …
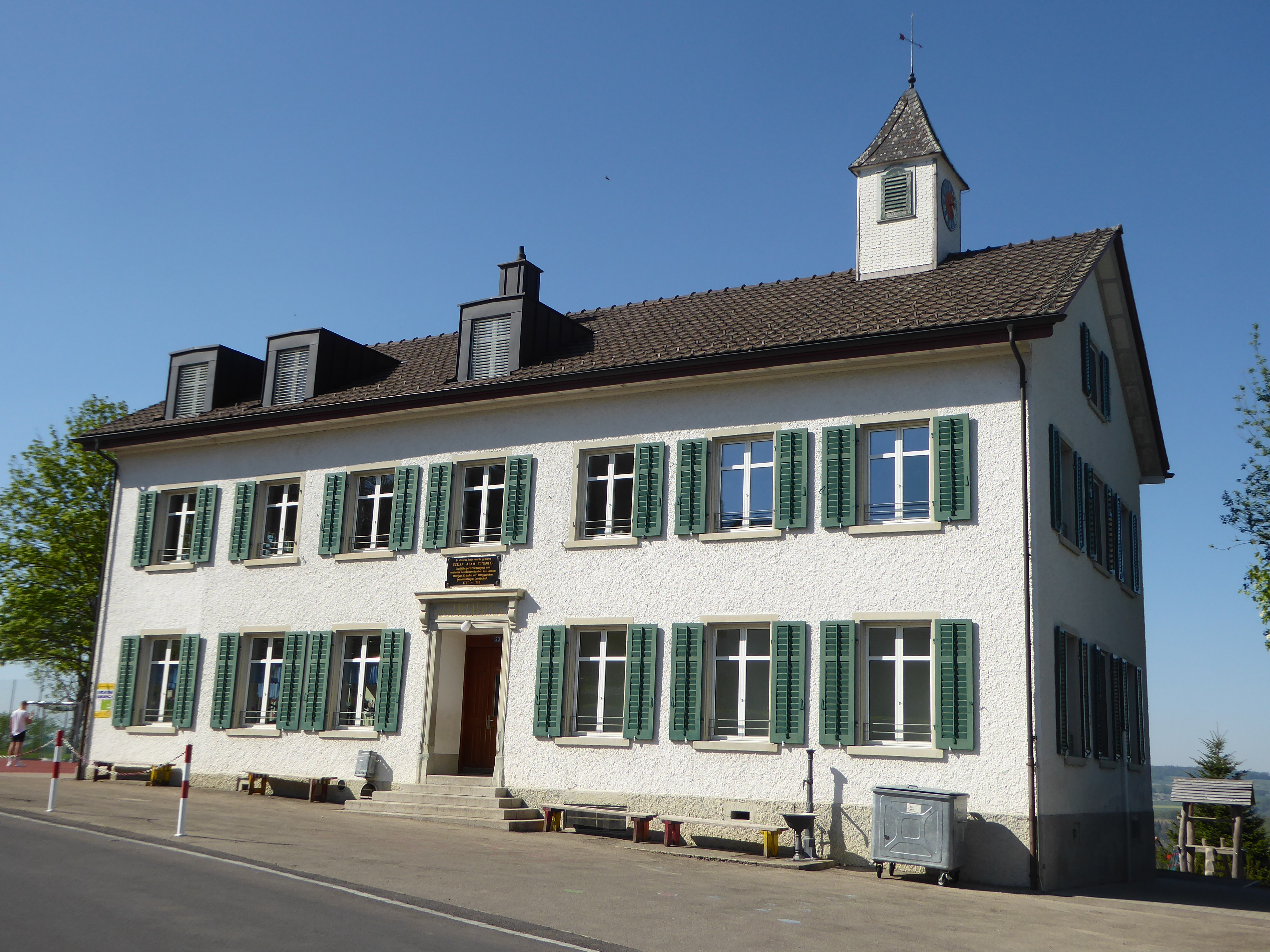
… und das Schulhaus in Undertuttwil

## Persönlichkeiten
- Johann Adam Pupikofer (1797–1882), Historiker und reformierter Geistlicher
- Ulrico Hoepli (1847–1935), Buchhändler und Verleger